# 러브라인
《러브라인》은 2020년에 개봉한 대한민국의 영화이다.

## 캐스팅

### 진실게임
- 김소우
- 정다이

### 망상
- 댄 버키 : 노인 프랭크 역
- 브론테 스탠필드 : 줄리아 역
- 앤드류 토마스 벌데테 : 젊은 프랭크 역

### 마음의 문은 안에서 열리지 않는다
- 여대현 : 동진 역
- 이어진 : 소유 역

### 맞담배
- 정철 : 정철 역
- 전희연 : 아영 역
- 조재경 : 재경 역

## 같이 보기
- 2020년 대한민국의 영화 목록